# アルファ型原子力潜水艦
アルファ型原子力潜水艦（アルファがたげんしりょくせんすいかん 英語: Alfa-class submarine）は、ソヴィエト海軍の攻撃型原子力潜水艦（SSN）の艦級に対して付与されたNATOコードネーム。ソ連海軍での正式名は705型潜水艦（ロシア語: Подводные лодки проекта 705）、計画名は「リーラ」（露: ≪Лира≫）であった。公式の艦種類別は、当初は潜水巡洋艦、1977年以降は一等大型原子力潜水艦（Большая подводная лодка, BPL）となった。

## 来歴
1950年代、ソ連海軍初の原潜のプロトタイプとして627型の建造が進められており、1957年8月9日に進水した。一方、当時戦力強化が著しかったアメリカ海軍への対抗策として、1957年には「水中高速迎撃艦」構想が打ち立てられた。これは発見した空母機動部隊に対して直ちに高速潜水艦を出撃させて迎撃するという、要撃機に近いコンセプトであった。
1958年、第143特別設計局のアナトリー・ペトロフ主任設計官は、水上排水量1,500トン、水中速力40ノットで自動化を進めた小型高速原潜を提案した。小型化に必要な軽量化と強度を確保できる船体構造材としてチタン合金が注目されたものの、この時点では適切な加工技術がなく、計画は棚上げとなった。しかし1960年に入ってチタン合金の加工技術が実用化されたことから計画が再開されることになり、6月には共産党政治局と閣僚会議は開発に関する共同指令を下し、1961年5月、閣僚会議は「高度自動化高速攻撃原潜実験艦」（705型）を承認した。承認にあたり、設計局は、適宜に設計案を中途変更・修正する権限を付与された。
1961年12月、705型の技術試案が承認され、第143特別設計局のミハイル・ルサノフが主任設計官に任命された。ドミトリー・ウスチノフ書記はこの計画を「国家的な目標」と明言し、当初計画では30隻の建造が予定されていた。

## 設計

アルファ型（705型）

### 船体
本型では、水中速力が速いことから安全潜航深度に余裕をもたせる必要があり、また小型化のため船殻の軽量化も求められたことから、船体構造材には軽量かつ強度の両立が求められることになった。これに応じて採用されたのがチタン合金であったが、従来の高張力鋼と比して帯磁性は低減するものの、吸音性という点では在来鋼に劣るため、静粛性の改善のため、各所に空気サスペンションが採用された。なお本型では、最大潜航深度からでも使用できる脱出装置が搭載された。
小型化のため、単殻構造の採用も検討されたものの、海軍総司令部がこれに反対したことから、結局は従来どおりの複殻構造となった。船体形状は理想的な涙滴型となったが、この線図はモスクワの中央流体力学研究所のコンスタンチン・フェジャエフスキーらによって描かれたものであった。
最初期の設計では、艦内は3区画で構成され、乗員数16名とされていたが、海軍は予備浮力不足としてこの案を承認せず、最終案では6区画・32名となった。このうち乗員が配置されるのは2区画のみとされ、発令所と居住区のある第3区画は前後に球面の耐圧隔壁が設けられた。特に魚雷発射管室と発令所が分離されているのは本型のみであり、高度な自動化により、発射管室は無人とされた。
この他にも全体に自動化・省力化が進められているため、乗員は士官のみとされ、出港から帰港まで機器の修理やメンテナンスは不要とされた。乗員数が少ないことから居住性は非常に良好で、全乗員が専用のベッドをもち、艦長や各長には個室まであった。また食料品も、多彩な冷凍品やフリーズドライ食品が供されており、概して好評を博した。本型のために開発されたものも多く、1970年代なかばより民生品に転用された。

### 機関
小型高速が要求されたことから、機関にも特別な配慮が必要とされ、液体金属冷却炉が採用されることになった。当時、同形式の原子炉を搭載した645型（ノヴェンバー型派生型）K-27の建造が進められていたが、同艦で採用されたVT-1型のほか、OK-550型とBM-40A型を採用した試案が作成された。
1番艦であるK-64ではOK-550型が採用されたものの、竣工して1年も経たない1972年8月19日、出港準備中に冷却材凝固のトラブルに見舞われて原子炉を停止せざるを得なくなり、1973年から1974年にかけて解体され、船体前部の3区画はレニングラードに移送されて訓練用施設に転用された。2番艦以降ではBM-40A型に変更され、これに伴って計画艦型番号も705K型に変更された。しかしこちらも信頼性は低く、大量建造計画は撤回された。
液体金属冷却炉の出力レスポンスもあって、本型の速力・運動性は極めて良好で、静止状態から40ノットまでわずか1分、6ノットから42ノットまでの増速は3分しかかからなかった。また最高速力から180度反転し、更に反転するのに要する時間もわずか42秒であった。しかし一方、維持管理には非常な手間がかかり、信頼性も低かった。冷却材の凝固を防ぐため、常に過熱蒸気を供給しなければならなかったが、予算不足のため基地のインフラ整備が不十分で、宿泊艦や駆逐艦を経由して蒸気を供給していた。また6隻の705K型の運用を支えるため、陸上の専属メンテナンス要員として1個技術大隊230名が割り当てられて、要撃機と同様に緊急出撃に備えていた。
なおこれらの原子炉は、400ボルト/400ヘルツの三相交流同期発電機2基の動力源ともなっていた。従来のソ連原潜の電源系は50ヘルツであり、400ヘルツの発電機が原潜で採用されたのはこれが初であったが、これにより電源系の小型化が可能になった。また645型の運用を通じて、液体金属冷却炉の起動時の所要エネルギーは加圧水型原子炉よりかなり少ないことが判明したことから、705K型では、電池搭載量は4分の1に削減された。
水中放射雑音は671RT型（ヴィクターII型）と同程度で、周波数5～200ヘルツで163デシベル、周波数1キロヘルツで143デシベルであった。

## 装備
本型では、自動化・省力化の一環として、アッコルド型潜水艦指揮管制装置が搭載された。これはグラニト中央研究所が開発したもので、原子炉や兵器に至るまでを発令所から遠隔操作することができた。これはやや遅れて計画が進められていた対艦・対潜攻撃原潜である671RT型（ヴィクターII型）でも導入された。
この他にも、オケアン統合ソナーやソジ水上・水中総合航法システム、モルニア総合通信システム、リトム200原子炉操縦装置など、全体に自動化が進められた。またレーダーや潜望鏡、艦内通信システムなど、いずれも最新の機器が搭載された。
また本型では、ソ連潜水艦として初めて水圧式の魚雷発射管と急速自動装填装置が導入された。魚雷発射指揮装置はサルガン型であった。
ただしこの時期、海軍では原潜の攻撃力強化を重視しており、運動性能に優れるとはいえ小型軽量で兵装搭載量に劣る本型は、その運用コンセプトから外れたものとなっていた。このことから、ルサノフ設計官は海軍首脳部から強く批判され、兵装を強化した705D型を提案したものの、1974年に解任された。またこのほか、本型を元にした巡航ミサイル潜水艦（SSGN）として、アメチースト（SS-N-7）対艦ミサイルの発射筒を追加した705A型、同様にマラヒート（SS-N-9）対艦ミサイルの発射筒を追加した686型も検討されたものの、705K型そのものの計画遅延もあって、いずれも実現しなかった。

## 同型艦

### 一覧表
| 設計   | 艦番号        | 建造番号 | 造船所 | 起工            | 進水           | 竣工            | 除籍           |
| ------ | ------------- | -------- | ------ | --------------- | -------------- | --------------- | -------------- |
| 705型  | K-64          | 900      | 194    | 1968年 6月2日   | 1969年 4月24日 | 1971年 12月31日 | 1978年 2月9日  |
| 705K型 | K-123 (B-123) | 105      | 402    | 1967年 12月29日 | 1976年 4月4日  | 1977年 12月12日 | 1996年 7月31日 |
| 705K型 | K-316         | 01675    | 194    | 1969年 4月26日  | 1974年 7月25日 | 1978年 9月30日  | 1990年 4月19日 |
| 705K型 | K-373         | 01680    | 194    | 1972年 6月26日  | 1978年 4月19日 | 1979年 12月29日 | 1990年 4月19日 |
| 705K型 | K-432         | 106      | 402    | 1968年 11月12日 | 1977年 11月3日 | 1978年 12月31日 | 1990年 4月19日 |
| 705K型 | K-463         | 01685    | 194    | 1975年 6月26日  | 1981年 3月31日 | 1981年 12月30日 | 1990年 4月19日 |
| 705K型 | K-493         | 107      | 402    | 1972年 1月21日  | 1980年 9月21日 | 1981年 9月30日  | 1990年 4月19日 |

### 運用史
1978年、705K型の運用部隊として、北方艦隊に第6原潜師団が編成された。1979年から1981年にかけての一時期は、数隻の671RT型（ヴィクターII型）や685型（マイク型）K-278も配属されていたが、形態管理の観点から、1981年以降、本型のみの部隊となった。その後、1980年代末にかけては活発な作戦行動が展開され、年平均作戦行動隻数は2隻、1隻あたりの平均航海日数は120日であった。
しかし一方で、本型の高性能を支えた液体金属冷却炉は、上記のとおりに維持管理にかなりの手間を要するものでもあった。OK-550型を搭載した705型K-64は早期に解体され、BM-40A型に変更した705K型の1番艦K-123も、1982年4月8日には大西洋北部で放射性物質の漏洩事故を起こし、修理には9年を要した。これはソ連原潜史でも最長の修理期間であった。また他の艦でも大なり小なり原子炉には手を焼いており、事故原因のほとんどは1次冷却系に起因するものであった。またこの他にも、1984年にはK-373が霧の中で667AM型（ヤンキーII型）SSBN K-140と衝突事故を起こしたほか、1989年にはバレンツ海で行動中のK-316が原子炉の蒸気パイプの破裂事故をおこし、ディーゼル補機でやっと帰港した。
1989年に発生した685型（マイク型）K-278の沈没事故を受けて、海軍は本型の退役を決定し、翌1990年、705K型は予備役ないし除籍となり、1992年には第6原潜師団も解散した。

## 登場作品
上記のように現実には問題の多い艦だったが、その破天荒な性能から、創作の世界ではしばしば登場する「人気兵器」「定番兵器」となっている。

### 漫画
『沈黙の艦隊』（かわぐちかいじの漫画）
物語前半にて、ソ連海軍所属の架空艦「レッド・スコルピオン（西側呼称：レッド・スコーピオン）」が登場。当初はイワン・ボロジン大佐が艦長を務めており、ボロジンが艦長を務めていた2年前の時点では主人公の海江田四郎が艦長を務めていた海上自衛隊所属のディーゼル潜水艦「やまなみ」と日本海で対峙したこともあったが、若き新任艦長のアンドレイ・ロボコフ大佐に艦長交代という事態となり（直後にボロジンは艦長交代に不満を訴えただけでなく「党の連中はウォッカでも頭に回ったか」と暴言を吐いたことで、ロボコフから党批判と反逆罪の現行犯として首をへし折られて処刑された。そして一連の状況をボロジンの部下の士官達はすべて受け入れ、ロボコフの指揮下に入った）、そのまま海江田が率いる「やまと」と交戦する。深く潜れる性能を生かして、「やまと」との交戦前には通信用フローティング・アンテナのケーブルを、アメリカ海軍所属の潜水艦のスクリューに絡みつかせ引きずる戦法を使い、当の潜水艦と近くにいた僚艦を激突させて損傷させた。作中ではこの戦法について、「やまと」の面々は明確に武器である魚雷やミサイルを全く用いないことから、「通信準備中の事故」と言い逃れできる戦法と評しているが、現実にはケーブルの強度的に他の艦船を引きずるのは実行不能との指摘がある（スクリューに絡ませるだけなら不可能でもない）。さらにその上、ケーブルの付け根に撃力に近い程の力が加わるため水圧により致命的なダメージをも負いかねず、現実的ではない。その後の「やまと」との戦闘では巧妙に接近してからケーブルを「やまと」のスクリューに絡めさせるがお互いに深深度潜航での「我慢比べ」という状態になり、深度1000m超の水圧に耐えかねてお互いに浸水被害が生じるも「やまと」の方が全く浮上する気配を見せなかったことから、ロボコフは海江田の狙いを察した上で「蠍の尾を断ち切るには、もうそれしかない」とケーブルを自ら切断して浮上し、魚雷を発射可能な深度での戦闘で決着を付けようとする。しかし、攻撃する好機をつかんだと発射した魚雷2本はあらかじめ設定されていた安全距離の2000mを突破するよりも早く、1950mの位置で自ら魚雷に突っ込んでくる形となった「やまと」に命中するも爆発には至らず、さらに正面から急速接近する「やまと」に回避運動を行うも避けきれずに接触を許し、右潜舵を破壊された。そしてその直後、政治将校のミハイル・セルゲイビッチ大佐が艦長を務めるシエラ級原潜から「やまと」に水中電話での交信が行われたことにより戦闘を終結した。
また、物語後半では国連総会へ海江田が出席するべくニューヨークを目指していた「やまと」に対して防衛戦を挑む構えのアメリカ海軍大西洋艦隊、そしてアメリカ軍の最高指揮権保持者であるニコラス・J・ベネット大統領の思惑とは全く異なる、核保有国や原潜保有国が独自に自国海軍の優秀な原潜を派遣したことで、結果として時を同じくしてニューヨーク沖に姿を現した「五ヵ国原潜」の中の1隻としてロシア海軍所属（本作の連載期間中に、ソ連崩壊とロシアの成立が起こった）の「アルファ級原潜の3番艦（艦名不明）」が登場し、最終的には他の4隻共々「やまと」に共鳴して「沈黙の艦隊」に参加した。この他、「レッド・スコルピオン」が基地の埠頭に停泊状態でロボコフ共々再登場している。

### 小説
『原潜ポチョムキン撃沈』（マーク・ジョセフ著の小説）
謎の新型潜水艦として、米海軍の追跡を受ける。
『レッド・オクトーバーを追え!』・『レッド・ストーム作戦発動』(トム・クランシー著の小説)
『レッド・オクトーバーを追え!』の映画版にも登場する。『レッド・オクトーバーを追え!』では、実際とは異なり、「危険なまでに1次冷却系を加圧・高出力化した、加圧水型原子炉を装備する」とされている。原作では最大常用出力を大幅に超えて航行中、炉内のパーツが劣化によって脱落して冷却系を詰まらせ、炉心熔融を引き起こして沈没するシーンがある。また、映画版では自艦が発射した魚雷がレッド・オクトーバーを追尾するのをダラスに邪魔された上、最終的にはレッドオクトーバーを追尾していた自艦の魚雷を受けて撃沈された。